# Кура (район)
Кура (араб. قضاء الكورة‎‎) — один з 25 районів Лівану, входить до складу провінції Північний Ліван. Адміністративний центр — м. Аміон. На півночі межує з районом Триполі, на півдні — з районом Батрун, на сході — з районами Згарта та Бішарі, на заході омивається водами Середземного моря.
Адміністративно поділяється на 34 муніципалітети.
| Ліван | Це незавершена стаття з географії Лівану. Ви можете допомогти проєкту, виправивши або дописавши її. |